# Osoaviachim
L'Osoaviachim (in cirillico Осоавиахим) era una organizzazione paramilitare di massa dell'Unione Sovietica, deputata tra gli anni trenta e quaranta al reclutamento e all'addestramento iniziale del personale per le Forze Aeree Sovietiche. L'acronimo Osoaviachim (Obščestvo sodejstvija oboronje, aviacionnomu i chimičeskomu stroitel'stvu) sta per Società per la promozione della difesa, dell'aviazione e della chimica.
Questa organizzazione venne creata il 23 gennaio 1927 dall'unione tra la Società scientifico militare e la Aviachim, quest'ultima nata due anni prima dalla fusione della Società degli amici della Flotta Aerea con la Società degli amici dell'industria chimica e della chimica per la difesa.
Del comitato esecutivo facevano partente personalità del mondo militare sovietico, come Semën Michajlovič Budënnyj e Kliment Efremovič Vorošilov.
Nel 1931 fu ordinato all'Osoaviachim di organizzare l'addestramento di 150.000 nuovi piloti con la cooperazione del Komsomol (Unione comunista della gioventù).
Nello stesso anno, nel contesto dell'organizzazione, andò a formarsi la GIRD (Gruppo di studio della propulsione a reazione) che aveva come scopo l'esplorazione dell'atmosfera con i razzi. Tra le altre attività vi era lo sviluppo di una base per dirigibili e un centro di costruzione di aeroplani a Mosca. Sotto la direzione di Vladislav Konstantinovič Gribovskij negli anni trenta furono sviluppati 17 tipi di aliante (tra cui l'aliante da trasporto G-11) e 14 tipi di velivoli a motore (tra cui l'addestratore G-20).
Con la seconda guerra mondiale nell'ambito della Grande guerra Patriottica furono reclutati nell'ambito della Osoaviachim circa 400.000 tra piloti, avieri, navigatori e meccanici. Verso la fine della guerra all'organizzazione furono deputati compiti di sminamento e rimozione di residuati bellici in generale.
Nel 1948 l'organizzazione venne sciolta. Successivamente, nel 1951 il suo posto fu preso dalla DOSAAF, un'organizzazione analoga alla Gesellschaft für Sport und Technik (GST, Società per lo sport e la tecnologia) della Repubblica Democratica Tedesca (DDR).